# Dresden Elbladestelle – Schiffsverladeplatz
Die Dresdner Elbladestelle – Schiffsverladeplatz ist ein am Neudorfer Werder in der Dresdner Leipziger Vorstadt befestigtes an der Elbe gelegenes Ufergelände zwischen Neustädter Hafen und Pieschener Hafen. An dieser Stelle wurden bereits seither Lastkähne be- und entladen.

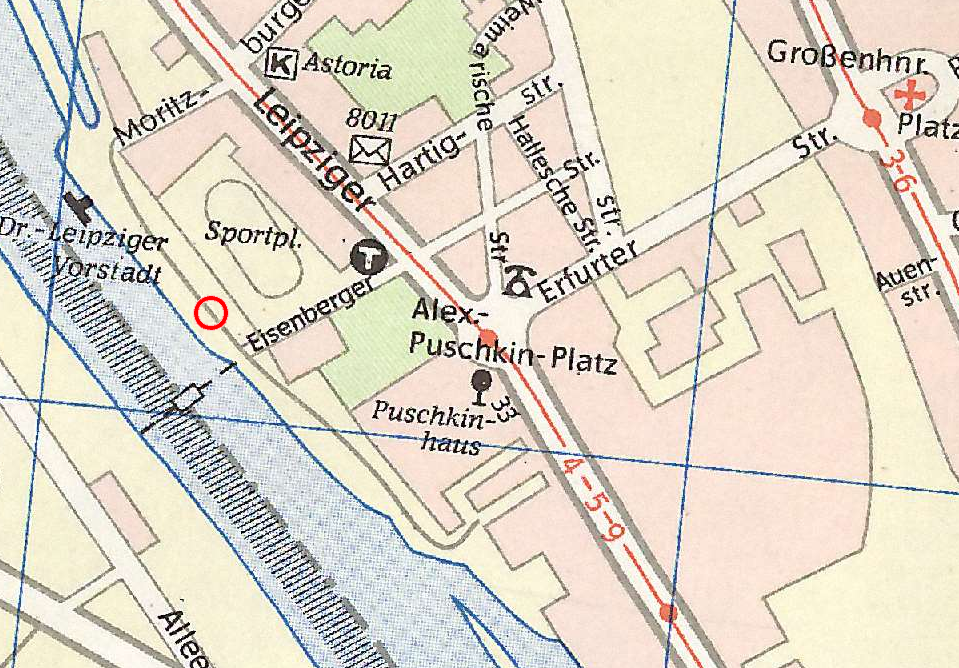
Dresdner Elbladestelle – Schiffsverladeplatz 1964

## Geschichte

### Entstehung
Der Unternehmer und Geschäftsmann, von 1887 bis 1893 Mitglied im Deutschen Reichstag und von 1897 bis 1909 Abgeordneter im Sächsischen Landtag, Steinbruch- und Sägewerksbesitzer, Holzgroßhändler, Schifffahrtsunternehmer Carl Ernst Grumbt gründete am 1. November 1864 in Dresden ein Dampfsägewerk und ließ es am 4. November 1864 in das Handelsregister beim Königlichen Amtsgericht eintragen. Am 1. Oktober 1868 pachtete Grumbt die seit 1859 in der Vorstadt Neudorf bestehende zahlungsunfähige Dampfschneidemühle des Friedrich August Krüger. Am 8. Februar 1869 kaufte er das Objekt und baute es zu einem Dampfsäge- und Hobelwerk aus. Das Werk war eines der größten Sägewerke in Sachsen. Das Kantholz, Bauholz und Bretter aller Varianten herstellende Sägewerk, mit bis zu 450 Arbeiter gründete auch eine Filiale in Hamburg, Albertstraße 3. Die Absatzgebiete des Dampfsäge- und Hobelwerkes waren vornehmlich Sachsen und Norddeutschland. Das Hauptbüro der Firma befand sich in dem Gebäude Leipziger Straße 33, das bis 1889 noch unter der Nr. 16 geführt wurde.

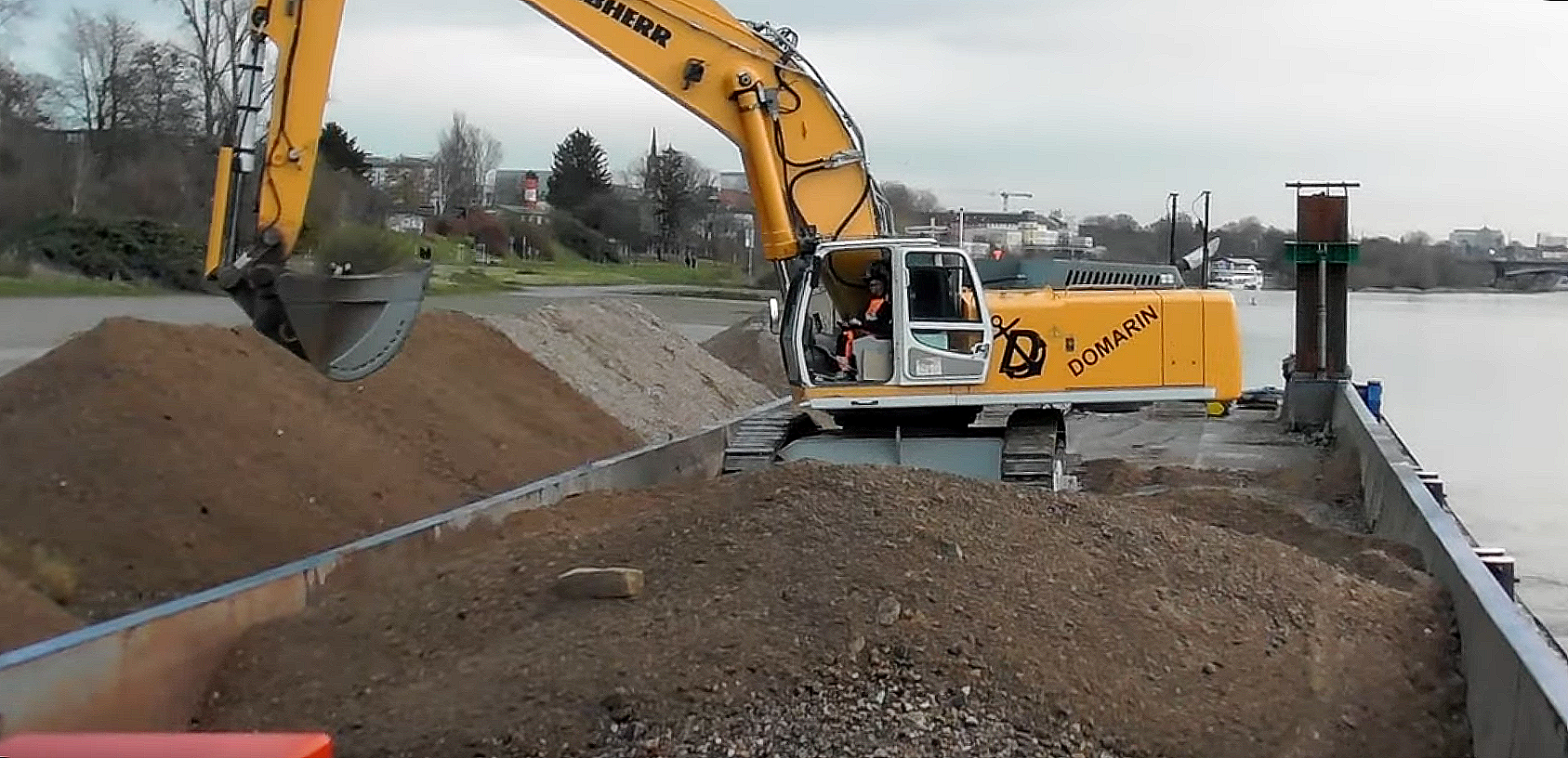
Baggerprahm am Elbkies-Verladeplatz 2025

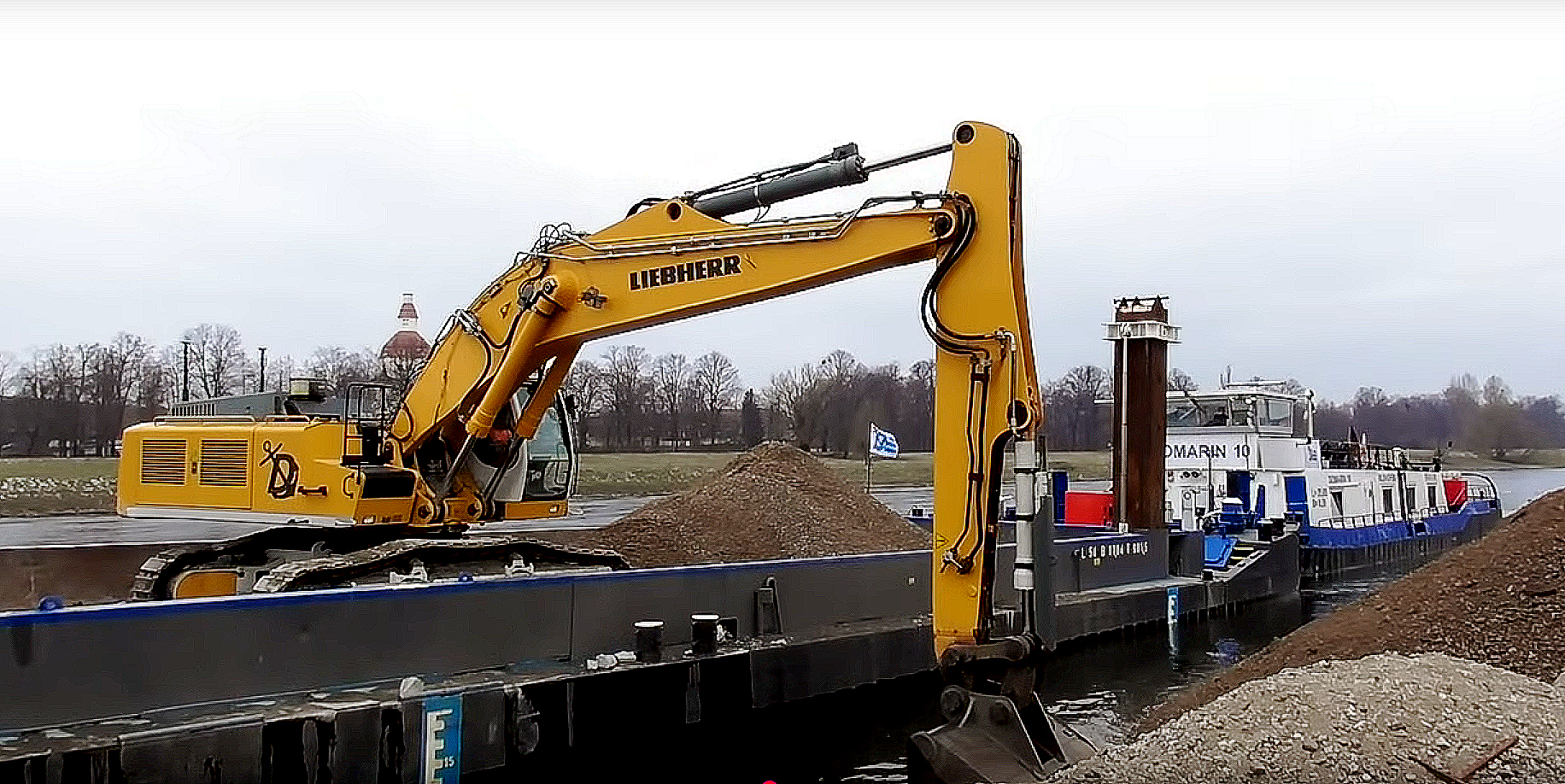
Schubschiff Domarin 10 mit Baggerprahm am Elbkies-Verladeplatz 2025

### Ausbau des Schiffsverladeplatzes am Neudorfer Werder
Im Jahr 1890 wurde der Verladeplatz nun vollständig befestigt und gepflastert in den Abmessungen von circa 388 Meter Länge und 58 Meter Breite (bis zum heutigen Elberadweg), zeitweise befanden sich zwei in einfacher Form in Fachwerk ausgeführte Gebäude zur Unterbringung von Waren, beziehungsweise Frachtgut. In den Jahren bis nach dem Ende des Ersten Weltkrieges sind am Dresdner Schiffsverladeplatz (Leipziger Vorstadt) am Neudorfer Werder im jährlichen Turnus circa zehn Kähne gelöscht und etwa 35 bis 50 Kähne beladen worden. Die Waren wurden bis Hamburg verschifft. Das Sägewerk war mit einer eigenen Schmalspurbahn mit den Belade- und Löschplätzen an der Elbe verbunden. Im Werk selbst befanden sich sechs Anschluss- und Verladegleise. Die von der Königlichen Sächsischen Staatseisenbahn gemieteten Drehschemel- und Niederbordwagen der Schmalspurbahnen waren täglich im Einsatz. Jährlich gingen circa 1500 Waggons zu je 10 Tonnen aus und ebenso viele Waggons ein. Vorwiegend auf den Import von Holz angewiesen, bezog das Sägewerk bis 1918 ihr Rohmaterial zum größten Teil aus den Teilstaaten der Doppelmonarchie Österreich-Ungarn. Erst das Ende des Zweiten Weltkrieges mit den Bombenangriffen auf die Stadt Dresden besiegelte auch die Stilllegung des Dampfsäge- und Hobelwerkes.

### Elbfährverbindung
Es bestand eine Elbfährverbindung vom Neudorfer Werder der Eisenberger Straße an der Elbladestelle über die Elbe zur Pieschener Allee. Diese Verbindung wurde von den Mitarbeitern des Schlachthofes rege genutzt. An freien Tagen diente die Fährverbindung den Ausflüglern zu einem Besuch in Onkel Toms Hütte. Die Fährverbindung bestand bis zum Jahr 1992 und wurde zurückgebaut.

### Nach 1945
Die im Jahr 1949 von den Dresdner Verkehrsbetrieben geplante Gleisanlage am Schiffsverladeplatz, nun Elbladestelle des Wasserstraßen- und Schifffahrtsamtes wurde im Jahr 1950 Jahr als Elbkies-Ladegleis in Betrieb genommen. Die Besonderheit war die Anlieferung vom Bremssand für die Straßenbahnwagen der Dresdner Verkehrsbetriebe. Ein Elbschiffer in Pirna-Posta, Herr Boden, gewann aus der Elbe Sand und Kies und belieferte seine Kunden mit eigenen Transportschiffen. Das Ausladen am Neudorfer Werder unter den externen schwierigen Bedingungen der Nachkriegszeit erforderte ein Industrieanschlussgleis der Dresdner Verkehrsbetriebe in der Moritzburger Straße von der Leipziger Straße zum Neudorfer Werder. Das Elbkies-Ladegleis verlief mit einem parallel zum Fluss verlegten Ladegleis mit einer Drehstuhlweiche mit Gelenkzungen zum Rangieren. Das Verladegleis wurden im Jahr 1950 um 425 Meter zur innerbetrieblichen Nutzung zum Neustädter Hafen verlängert. Somit konnten die Kies- und Sandtransporte sowie andere Güter der Verkehrsbetriebe der Stadt Dresden über den Neudorfer Werder genutzt werden. Die besonderen Bremssandtransporte verteilte man an alle Straßenbahnbetriebshöfe der Dresdner Straßenbahn.

Im Jahr 1932 wurde auf einem Stück am ehemaligen Neudorfer Werders zwischen Eisenberger- und Moritzburger Straße ein Sportplatz angelegt. Der Elbkies-Verladeplatz wurde gelegentlich auch für den Sonderverkehr bei Sportveranstaltungen frei gegeben. So am 17. Dezember 1950 zum Oberliga-Fußballspiel zwischen der BSG Sachsenverlag Dresden (später TSV Rotation Dresden) und der BSG Chemie Leipzig vor 18.000 Zuschauern. Im Jahr 1951 nach dem Gewerkschaftsfunktionär Paul Gruner (1890–1947) umbenannt.

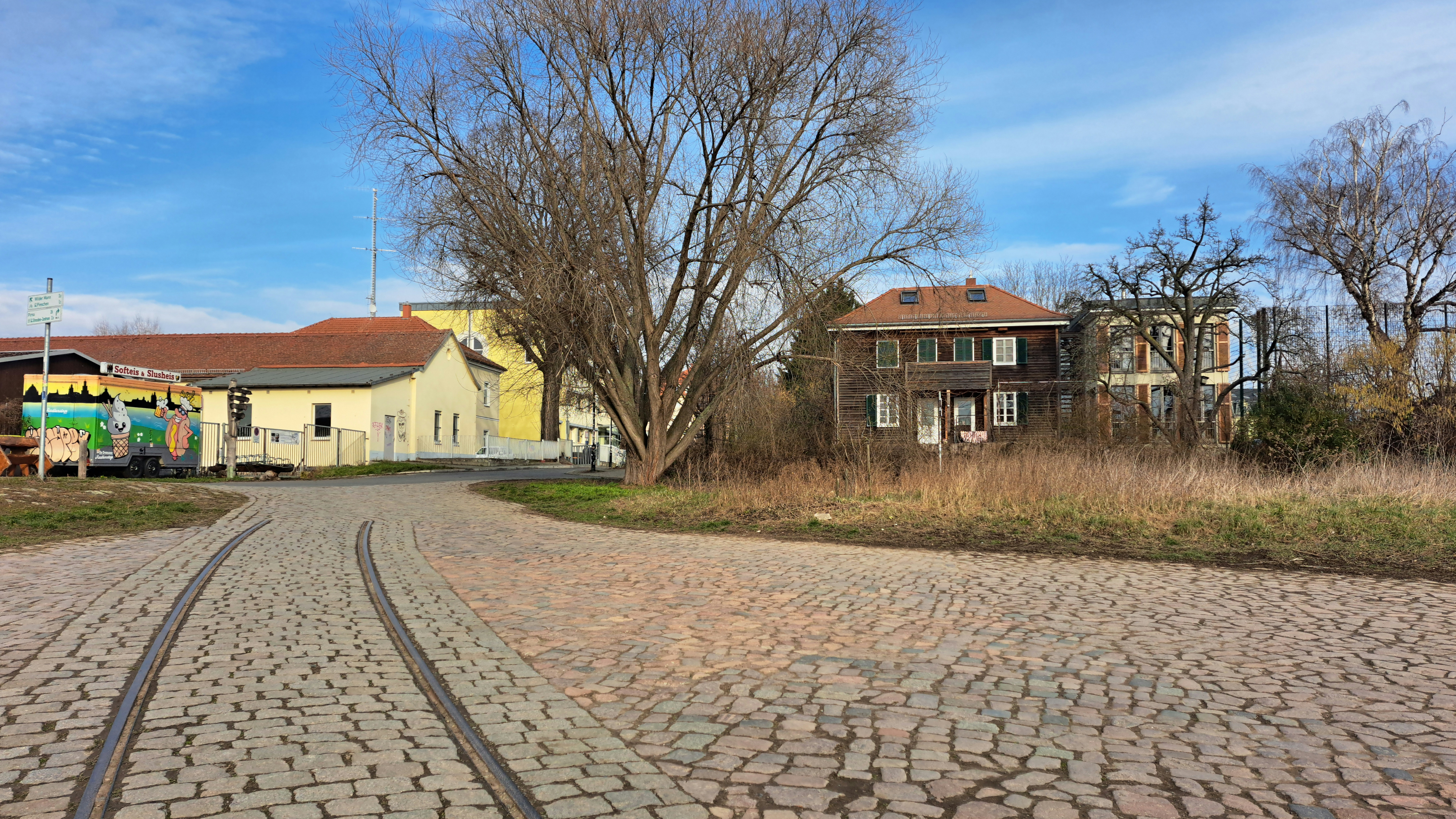
Gleisreste in Richtung Moritzburger Straße 2025
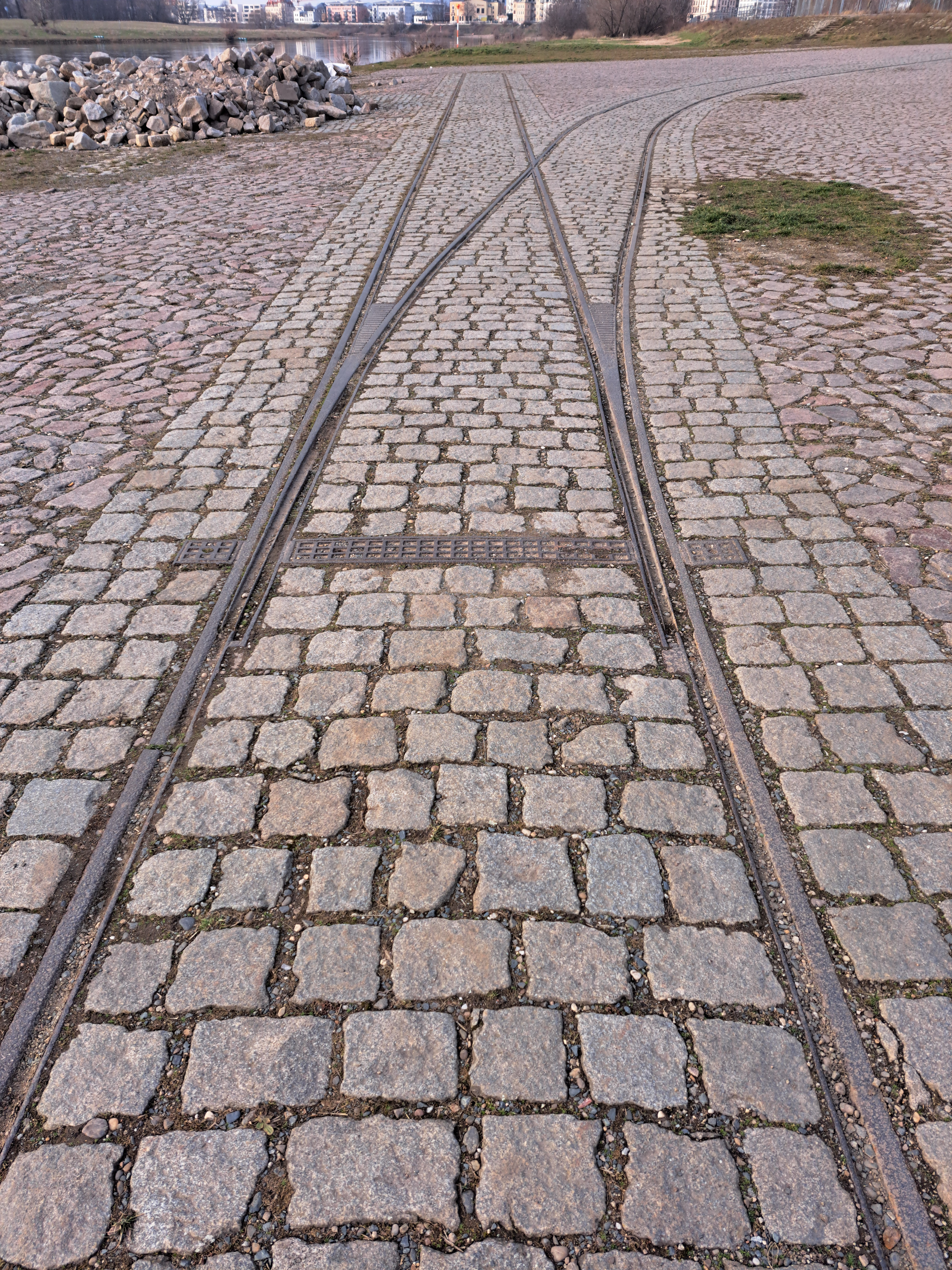
Weiche 2025
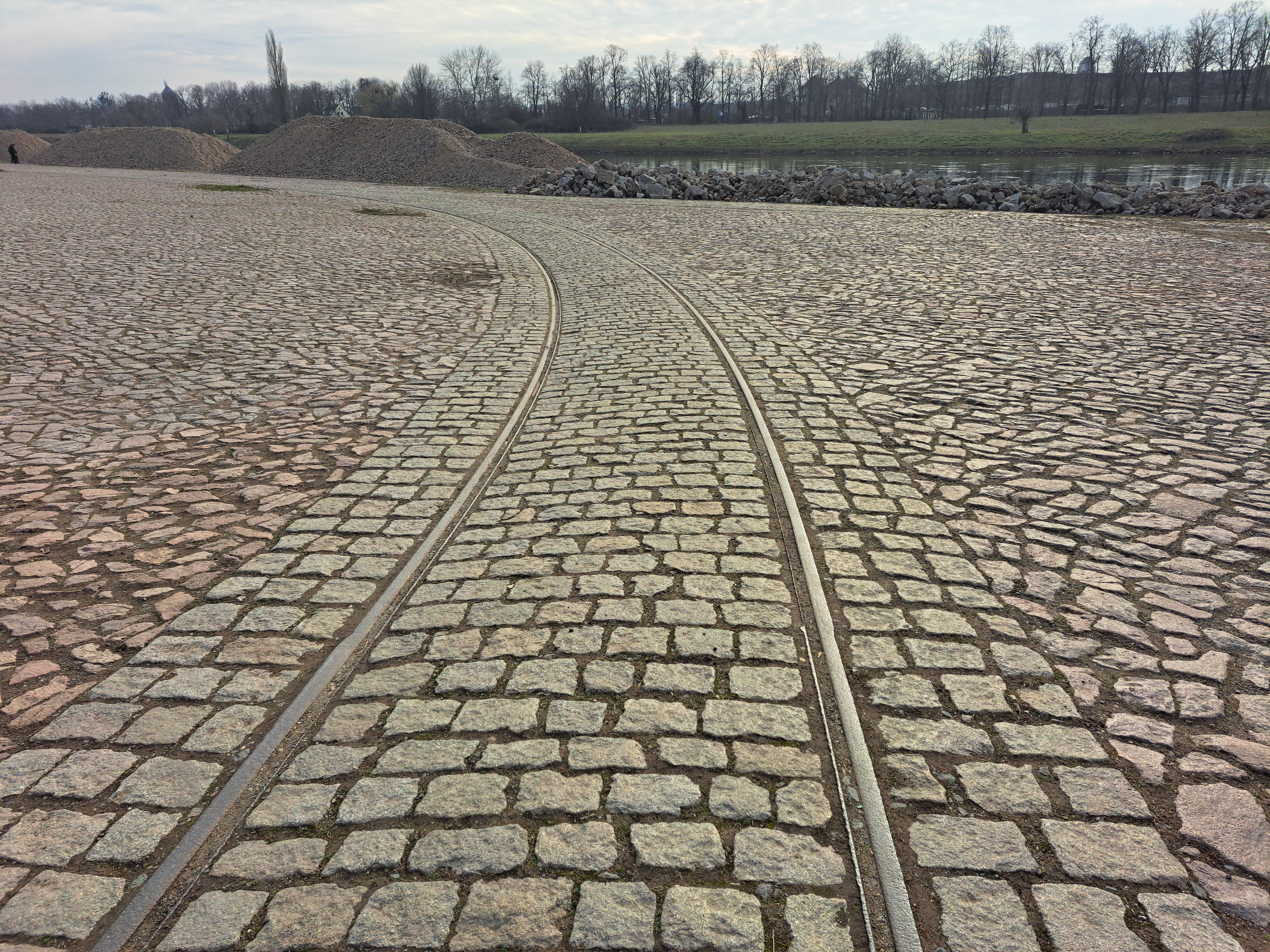
Gleisreste 2025
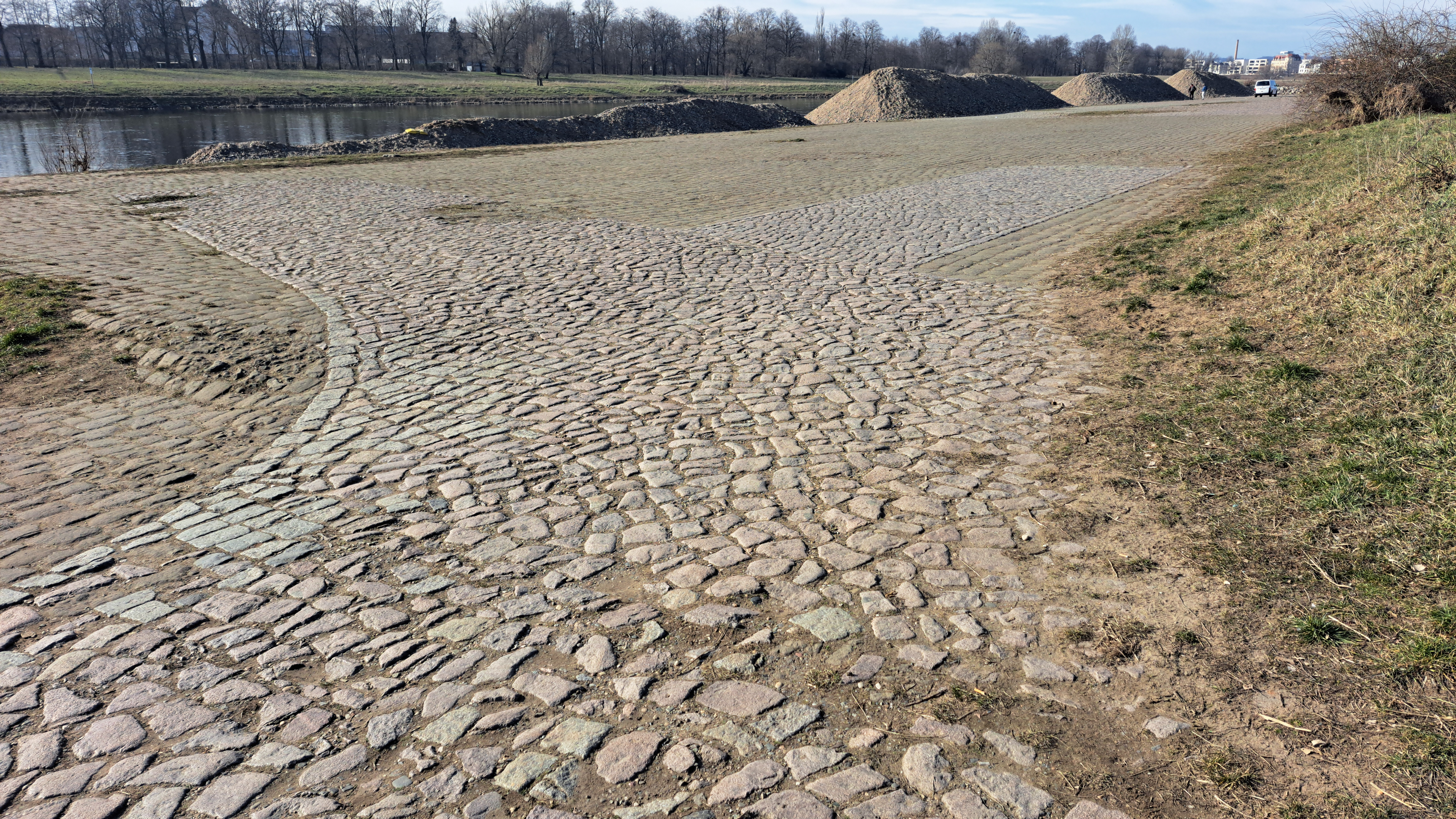
Elbkies-Verladeplatz, Pflasterergänzungen zeigen die Schmalspurgleise 2025
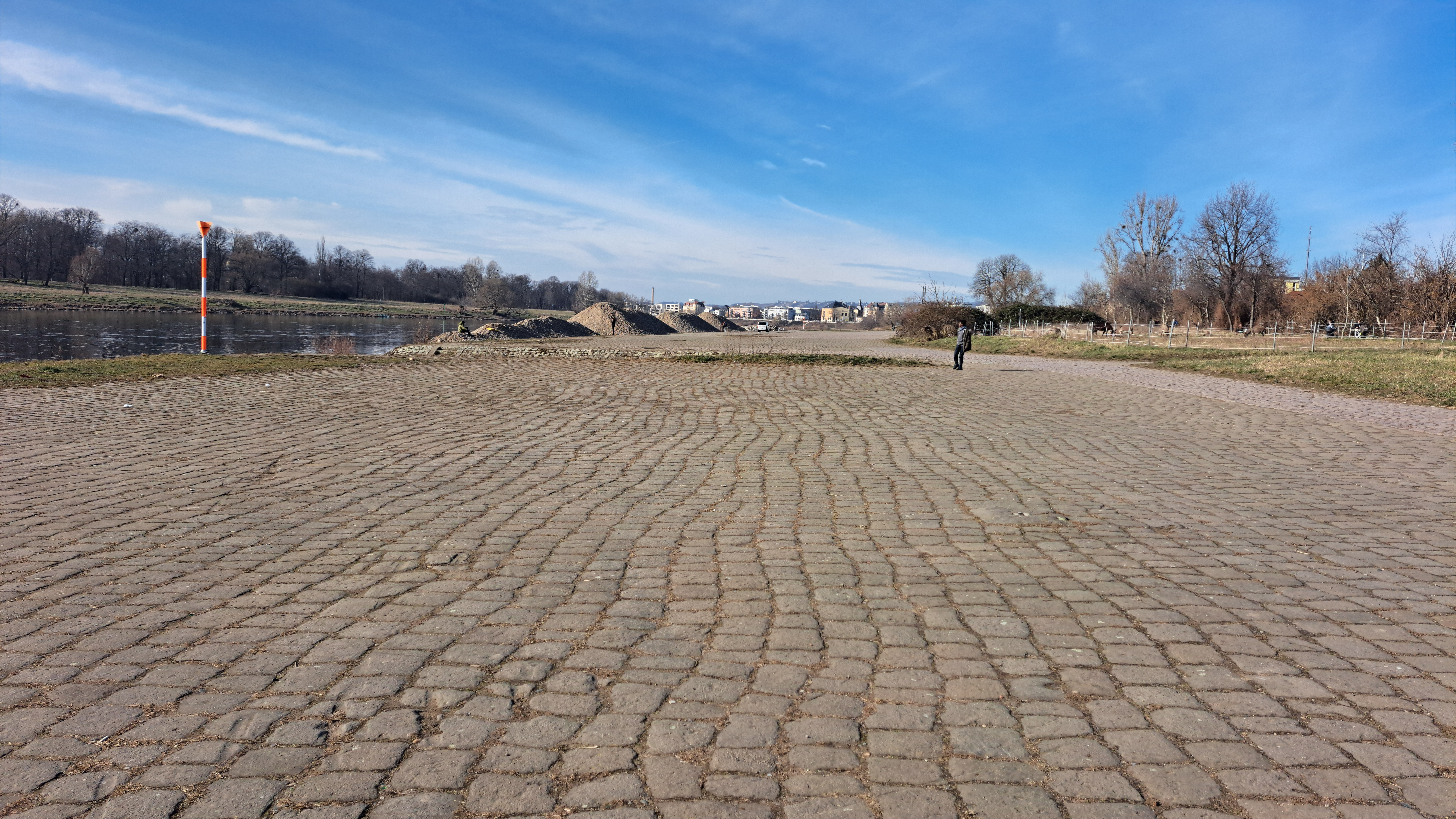
Elbkies-Verladeplatz 2025
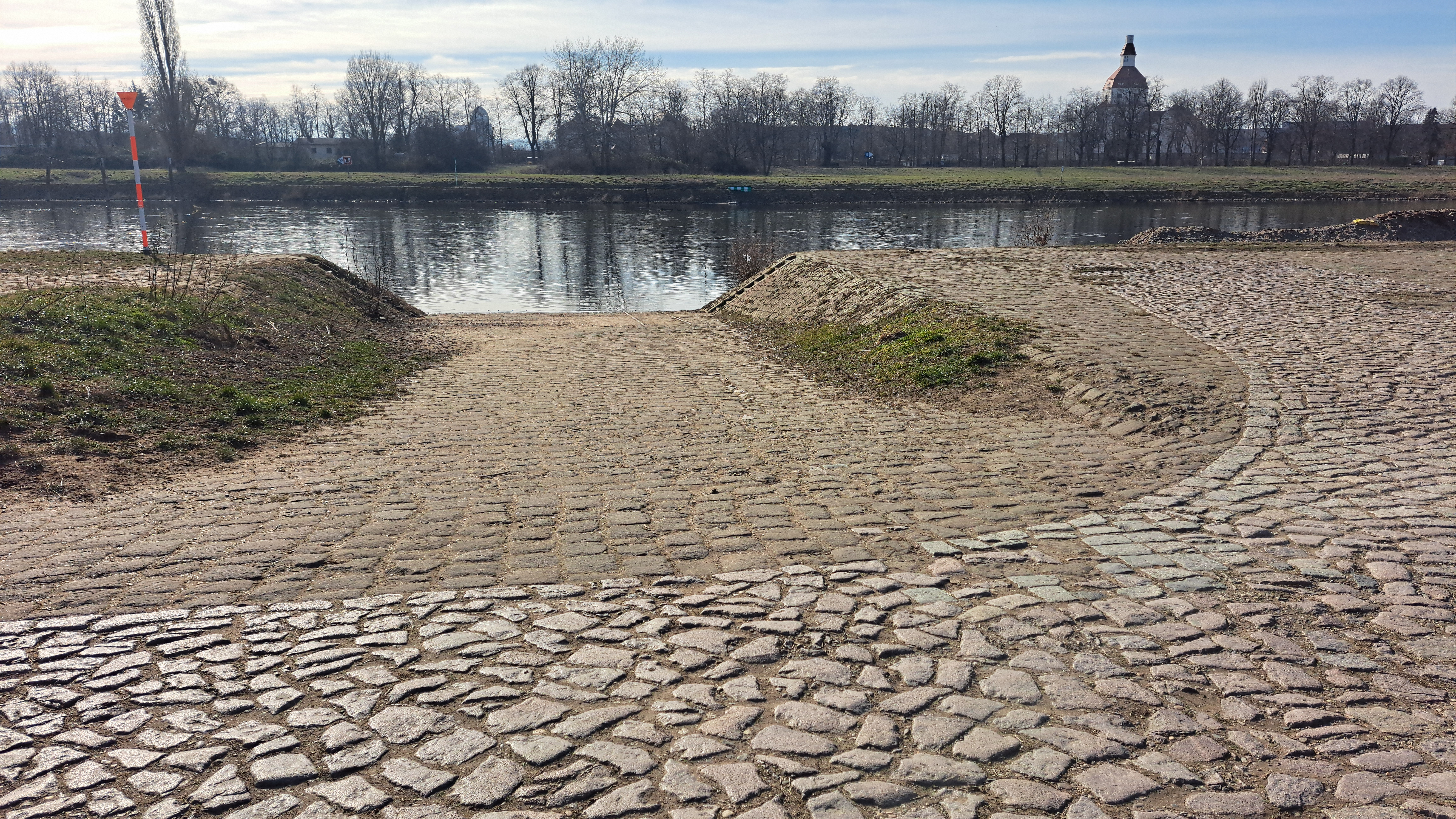
Bootsrampe/Slip Anlage Dresden 2025

Den Elbkies-Verladeplatz verwendete man auch als Abstell- und Parkplatz von angrenzenden Paul-Gruner-Stadion auf der Eisenberger Straße. Ende 1960 diente der Platz der Verschrottung von abgestellten Straßenbahnfahrzeugen der Verkehrsbetriebe der Stadt Dresden. Später nutzte man den Platz zum Ablagern von Kies und anderen Schüttgüter zum Zwischenlagern. Aktuell werden hier Kies von der eingestürzten Carolabrücke zwischengelagert, der Transport erfolgt über Baggerschiffe. Eine Stelle wird als Bootsrampe/Slip Anlage Dresden genutzt.